# Рубиан, Мурилу
Мурилу Эужениу Рубиан (порт. Murilo Eugênio Rubião; 1 июня 1916, Карму-ди-Минас — 16 сентября 1991, Белу-Оризонти) — бразильский писатель и журналист.

## Биография
Окончил школу в Консейсан-ду-Риу-Верди, затем — юридический факультет университета Минас-Жерайс (1942). В университете создал с группой друзей литературный журнал Tentativa. Активно работал журналистом. Представлял штат на Первом конгрессе писателей Бразилии (1945). В 1947 выпустил первую книгу рассказов, она не принесла успеха. С 1951 был на государственной службе, входил в кабинет Жуселину Кубичека, тогда губернатора Минас-Жерайс. Служил атташе по культуре в Испании (1956—1961). Выступал как журналист в печати и на радио. В 1966 создал литературное приложение к официальной газете Минас-Жерайс, ставшее чрезвычайно популярным. Известность пришла к писателю после публикации книги рассказов Пиротехник Закариас (1974).

## Творчество и влияние
Своим учителем называл Машаду де Ассиса. Фантастика новеллистической прозы Рубиана, которую критика сближала с поэтикой Эдгара По, Кафки, Борхеса и в которой видела бразильский образец магического реализма, оказала большое влияние на писателей следующих поколений (Жозе Вейга, Моасир Скляр и др.). Книги рассказов Рубиана выходили на английском, немецком, испанском, чешском языках. Его произведения включаются в представительные антологии латиноамериканского рассказа, включая учебные. Несколько его новелл экранизированы ().
Через несколько дней после смерти писателя в Белу-Оризонти открылась большая выставка Мурилу Рубиан, строитель абсурда. В настоящее время опубликовано собрание сочинений Рубиана, напечатана его переписка с Марио де Андраде.

## Произведения
- Чародей в отставке/ O ex-mágico (1947; англ. пер. 1979, США)
- Багровая звезда/ A estrela vermelha (1953)
- Драконы и другие рассказы/ Os dragões e outros contos (1965)
- Пиротехник Закариас/ O pirotécnico Zacarias (1974, премия ПЕН-клуба Бразилии; нем. пер. 1981)
- Гость/ O convidado (1974)
- Дом с красным подсолнухом/ A casa do girassol vermelho (1978; чеш. пер. 1986, исп. пер. 1991)
- Человек в сером колпаке и другие истории/O homem do boné cinzento e outras histórias (1990)
- Собрание рассказов/ Contos reunidos (2005, посмертно)
- Полное собрание сочинений/ Obra completa (2010)